# Левченко Віталій Григорович
Віталій Григорович Левченко (нар. 28 березня 1972, Ленінабад) — таджицький футболіст, що грав на позиції нападника і захисника. По завершенні ігрової кар'єри — український футбольний тренер.
Відомий насамперед виступами за українські футбольні клуби ЦСКА і «Таврія», також низку закордонних, переважно російських, клубів, а також національну збірну Таджикистану. По завершенні футбольної кар'єри тренував низку українських футбольних команд, натепер входить до тренерського штабу молодіжної збірної України.

## Клубна кар'єра
Віталій Левченко народився в обласному центрі на півночі Таджикистану Ленінабаді, та розпочав свою футбольну кар'єру в місцевій команді союзної другої ліги «Ходжент». Здібного молодого футболіста помітили селекціонери київського «Динамо», і 1990 рік Левченко розпочав в українському клубі. Але за період союзного чемпіонату футболіст виступав лише за дубль київської команди, а перші чемпіонати України грав за другу динамівську команду. Не знайшовши місця в основі гранда українського футболу, Віталій Левченко у 1994 році перейшов до складу об'єднаного клубу «ЦСКА-Борисфен», який розпочав виступи у першій українській лізі. З цим клубом Левченко вийшов до найвищого українського дивізіону, паралельно виступаючи й за столичний ЦСКА, який після об'єднання «Борисфе́на» і ЦСКА був фарм-клубом «ЦСКА-Борисфена». Після переформатування клубу продовжив виступи за ЦСКА у вищій лізі, паралельно граючи вже за ЦСКА-2, що зайняв місце ЦСКА в першій лізі. З клубом Віталій Левченко дойшов до фіналу Кубку України сезону 1997—1998 років, і лише у фіналі ЦСКА поступився київським динамівцям. У складі ЦСКА Віталій Левченко також виступав у розіграші Кубку володарів кубків наступного сезону, у якому ЦСКА пройшов попередній раунд, але вже у першому раунді поступився московському «Локомоти́ву». У 2000 році Віталій Левченко перейшов до сімферопольської «Таврії», але після півроку перебування в команді залишив і клуб, і український чемпіонат, і продовжив кар'єру в російських клубах.
У Росії першим клубом Віталія Левченка став астраханський «Волгар-Газпром», у якому футболіст виступав півтора року. Далі першу половину 2003 року Левченко провів у ставропольському «Динамо», а другу половину року футболіст грав у китайському клубі «Чанчунь Ятай». На початку 2004 року Левченко повернувся до російської першості, і розпочав виступи за костромський «Спартак», а за півроку перейшов до єкатеринбурзького «Уралу». Під час виступів за уральців Віталія Левченка звинуватили в незаконному отриманні російського громадянства. Це призвело до того, що Віталій Левченко за півроку покинув уральський клуб, і повернувся в Україну. Нетривалий час футболіст грав за київський аматорський клуб «Металіст-УГМК», і завершив кар'єру гравця.

## Виступи за збірну
Віталій Левченко уперше був запрошений до національної збірної Таджикистану 1996 року, і дебютував у складі збірної у відборі до Азійських ігор 1998 року. Левченко також грав у відбірних матчах до чемпіонату світу 1998 року, і виступав у збірній до 2000 року. Усього за національну збірну Віталій Левченко зіграв 9 матчів, у яких йому не вдалось відзначитись забитими м'ячами.

## Тренерська кар'єра
Після невеликої перерви по закінченні кар'єри гравця Віталій Левченко розпочав кар'єру тренера у друголіговому українському клубі «Княжа» (Щасливе), а за рік очолив її тренерський штаб, спочатку як виконувач обов'язки головного тренера, а після деякої перерви, з вересня 2008 року — як повноправний головний тренер. Але у власника клубу невдовзі закінчились кошти на утримання команди, і «Княжа» не дограла до кінця сезону в першій лізі, і знялась з чемпіонату. Після цього Левченко працював тренером у ДЮСШ київського «Арсеналу», а також входив до складу тренерського штабу чернігівської «Десни». На початку 2012 року став головним тренером друголігового клубу «Єдність» (Плиски), але через непорозуміння з керівництвом клубу залишив команду вже у вересні цього ж року. З початку 2013 року працював тренером у «Динамо-РВУФК», пізніше очолював аматорський клуб «Арсенал-Київ» із Щасливого. 2015 року увійшов до тренерського штабу збірної України до 20 років, яка брала участь у молодіжному чемпіонаті світу 2015 року в Новій Зеландії.
У червні 2016 року Левченко став тренером збірної Таджикистану віком гравців до 20 років та асистентом тренера національної збірної Хакіма Фузайлова. Левченкові вдалося вивести молодіжну збірну Таджикистану до 1/8 фінала чемпіонату Азії. У 2017 році Віталій Левченко працював головним тренером таджицького клубу «Баркчи».
3 червня 2017 року Левченко став асистентом головного тренера російського клубу «Крила Рад»
16 червня 2019 року Левченко повернувся до Таджикистану, та став головним тренером клубу «Худжанд», й уже в на перший рік роботи привів команду до срібних медалей чемпіонату країни.
17 лютого 2020 року Віталія Левченка призначили на пост головного тренера душанбинської команди «Істіклол». У 2021 році, уперше в історії таджицького футболу під час свого дебюту в груповому раунді Ліги чемпіонів АФК, команда зайняла в групі перше місце, та вивів «Істіклол» в 1/8 фіналу Ліги чемпіонів АФК. Проте в червні 2022 року клуб і тренер вирішили не продовжувати контракт.
2 липня 2022 року Левченко очолив узбецький клуб «Нефтчі» з Фергани, коли клуб йшов на 13-му місці в чемпіонаті Узбекистану. За підсумками сезону 2022 року тренеру вдалося вивести команду із зони вильоту, та вивести на 9-те місце в чемпіонаті.

## Титули і досягнення
- Чемпіон Таджикистану (2):

«Істіклол»: 2020, 2021
- Володар Суперкубка Таджикистану (3):

«Істіклол»: 2020, 2021, 2022
- Володар Кубка Федерації футболу Таджикистану (1):

«Істіклол»: 2021